# Corações Rebeldes
Corações Rebeldes é um single da dupla sertaneja Chitãozinho & Xororó, lançada e gravada em julho de 2020, sucessor de Nosso Terceiro Cachorro, lançada em maio, e Voltei Pro Mato, lançada em junho.

## Gravação
Com uma letra forte, e uma melodia marcante, a dupla sertaneja traz mais uma música de amor para os fãs.[carece de fontes?]
“Ficar perto do nosso público é nossa maior alegria e conseguir fazer isso de alguma forma e ajudar os que mais precisam é melhor ainda. Estamos adorando lançar essas músicas juntinho de nossos fãs. Temos certeza que será uma noite muito especial e com muita música”, contam Chitãozinho & Xororó, sobre a live solidária que fizeram, no dia do lançamento da música.